# タンキリマメ
タンキリマメ（痰切豆、学名: Rhynchosia volubilis）は、マメ科タンキリマメ属のつる性多年草。別名、「キツネマメ」「ウイロウマメ」ともよばれる。和名の由来は、種子（豆）を食べると痰を止める作用があるという俗説からつけられている。

## 特徴
つるは、左から右巻きで、他の植物に絡み合って長く伸びる。若いつるは、緑色をしており下向きの褐色の毛で覆われるが、やがて古くなると毛はなくなって木質化する。
葉は互生で、1つの葉柄に3つの小葉がつく。葉の形状はクズにも似るが、クズよりは小さい。小葉は長さ4cm前後、幅は広く菱型をしており、厚くしわが多く、両面に柔らかく短い毛が密生する。葉縁は中央より上が幅広く、基部は直線的になる。先端は尖るが同属のトキリマメほどではない。葉脈は小葉の基部からまっすぐ伸びて目立ち、葉の裏面で隆起する。
花期は、7 - 9月の夏から初秋にかけて淡黄色の花が咲く。葉腋から長さ5cmほどの総状花序が上向きにまっすぐ出て、1つの花序に10数個の長さ1cmほどある蝶形の花がつく。花が咲き終わると、花序は更に倍近く伸びる。
果実は豆果で、莢（さや）の長さは1.5cmほどあり、全体が毛で覆われる。莢の中間部はややくびれており、晩秋に熟すとやがて緑色から鮮やかな赤色に変化する。完全に熟すと莢が裂けて、中から直径4mmほどの変形した楕円形の黒く光沢のある種子が2つ出てくる。この種子は、莢が裂けたあとも、はじき飛ばされることなく莢の縫合線となる縁にぶら下がったまま冬まで残る。

## 分布・生育地
本州の関東以西から四国、九州、沖縄まで分布する。日当たりのよい野原や林縁に生える。

## タンキリマメ属
タンキリマメ属（タンキリマメぞく、学名: Rhynchosia）は、マメ科の属の一つ。花や葉、豆果ともにタンキリマメによく似た種にトキリマメがある。
- トキリマメ Rhynchosia acuminatifolia
- ヒメノアズキ Rhynchosia minima
- Rhynchosia monophylla
- Rhynchosia phaseoloides
- キヌノアズキ Rhynchosia rothii
- タンキリマメ Rhynchosia volubilis

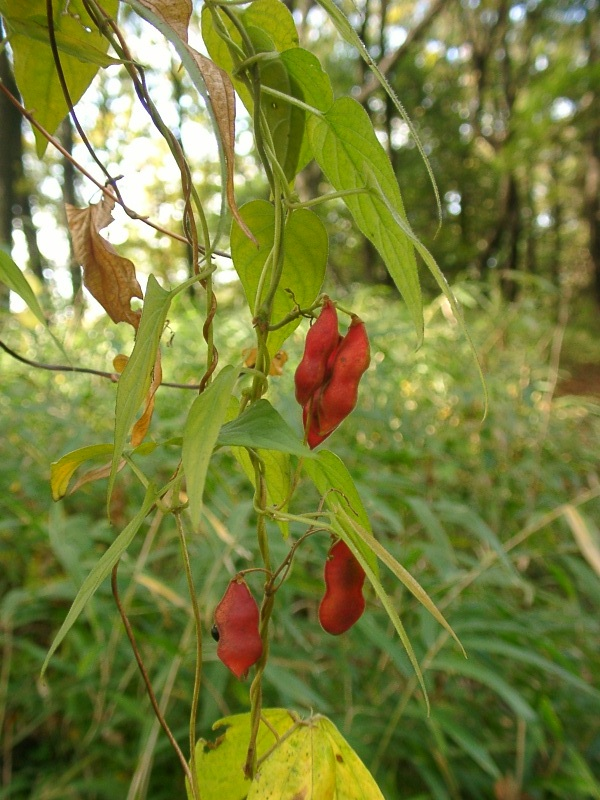
トキリマメの果実
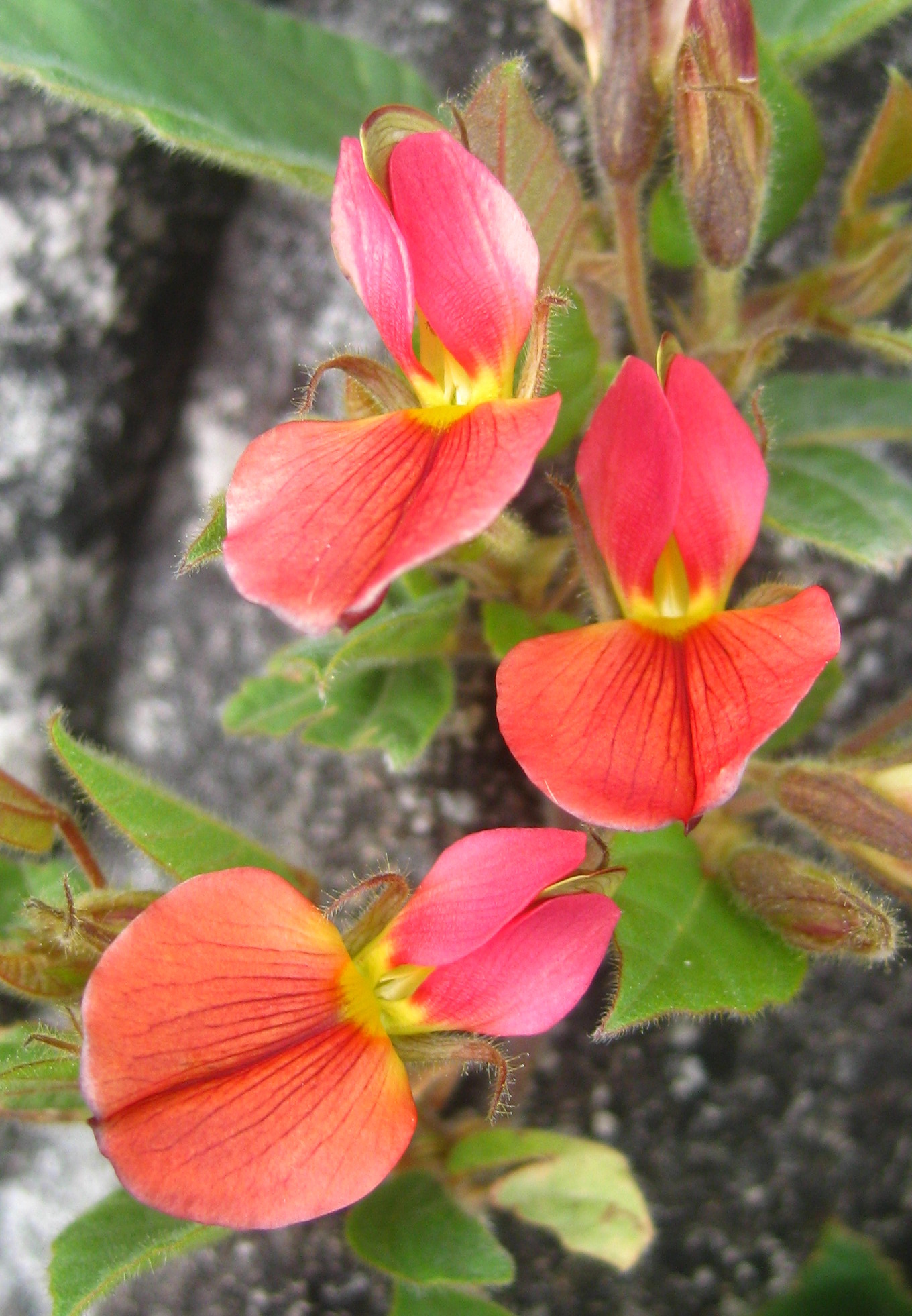
Rhynchosia monophylla の花
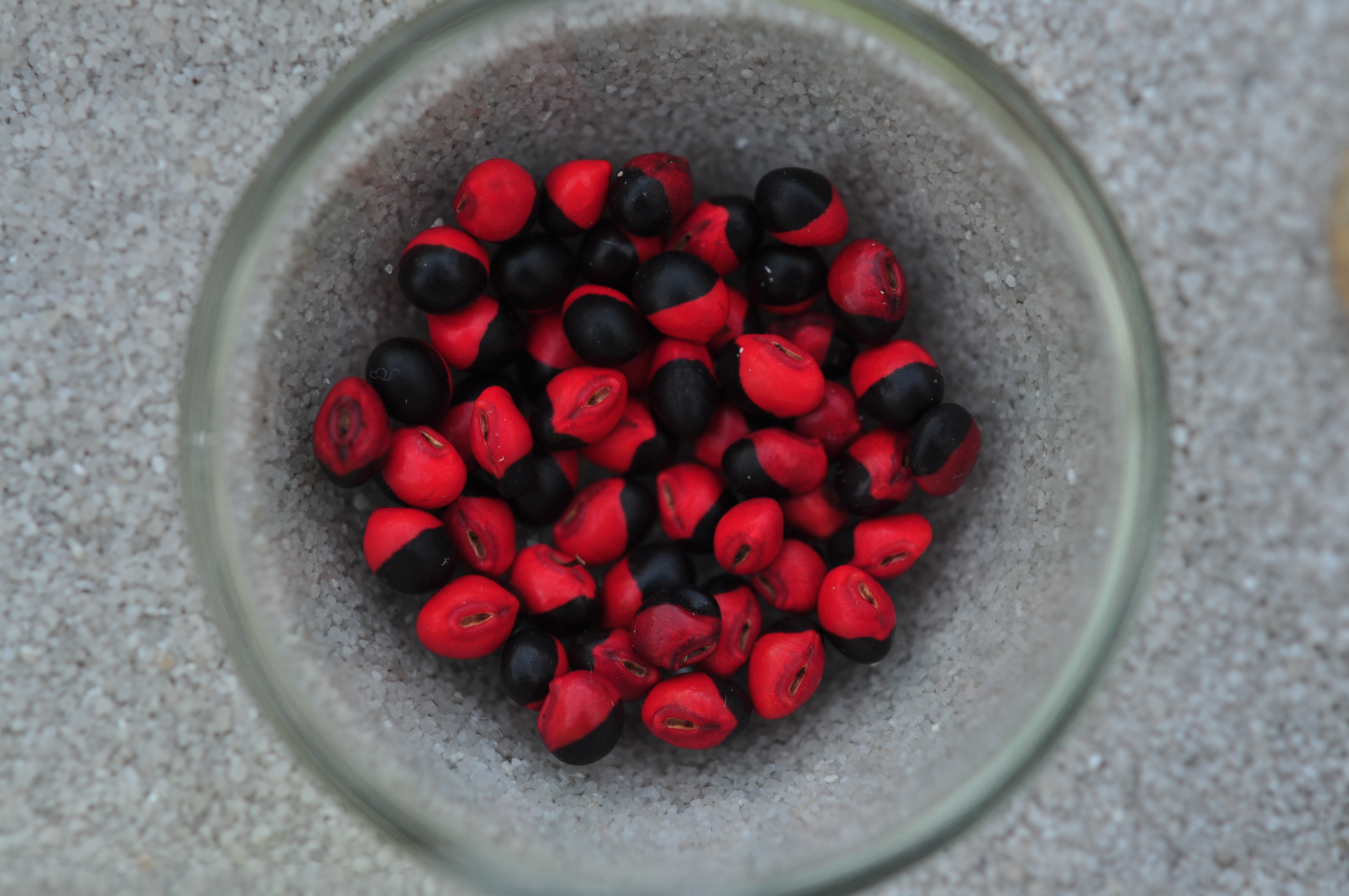
Rhynchosia phaseoloides の種子